# Junior-VM i håndbold 2018 (kvinder)
Juniorverdensmesterskabet i håndbold for kvinder 2018 var det 21. junior-VM i håndbold for kvinder. Mesterskabet blev afviklet af International Handball Federation (IHF) og blev afholdt fra 11. – 14. juli 2018 i Debrecen, Ungarn.
Ungarn U/19 vandt turneringen, efter en finalesejr på 28-22, mod Norge U/19.